# ティレル・021
ティレル・021 (Tyrrell 021) は、ティレルが1993年のF1世界選手権参戦用に開発したフォーミュラ1カーで、マイク・コフランが設計。第9戦から最終戦までの8レースで実戦投入された。決勝最高成績は10位。

## 概要

### 開発
021はマイク・コフランが初めて本格的に設計にかかわったF1マシンだが、設計ミスが原因で多くの場合「失敗作」と評価されている。
前作020Cとは細部が異なっている。ノーズ高が若干下げられ、フロントウイングは中央部分で持ち上がる角度が控えめになったアンヘドラルタイプを採用し、ノーズに接続されている。マシン全幅を押さえるためにサイドポンツーンが高く、ラジエーターのための開口部入口が縦長の形状にされたスタイルはロリー・バーンによるベネトン・B192やB193の影響を受けていた。サイドポンツーン後部のリアタイヤ周辺の作り、下方に向けてのえぐれなどもベネトンに酷似している。
サスペンションはリアにショックアブソーバーを左右間で統合したモノショック方式を採用、ライドハイトコントロール機能を目的とした電動モーター式セミアクティブサスペンションを採用し、ドライバーによるボタン操作で機能させる。しかし、トラブルが多くレース開始後すぐに「機能をオフにしてくれ」とピット無線が入りレース中の使用は殆どなかったと片山右京は語っているほか、「油圧式アクティブよりもモーター駆動方式は誤作動が多かった」とも述べている。

### 1993年シーズン
021の完成は構想より大きく後れ、6月6日にようやくシルバーストンにてシェイクダウンが可能となった。当初の予定では第9戦から2台投入する予定だったが、トラブルが多発したためデ・チェザリスの1台のみが実戦デビュー。片山は第9戦も旧型020Cで出走した。
021は慢性的にマシンバランス難に悩み、熟成を進める段階に入れなかった。走行中にリアサスペンションのマウントが外れて分解してしまうという片山いわく「信じられないような」トラブルも2回あるなど、チームのモチベーションの問題も指摘された。
さらに悪い事は続き、デザインしたマイク・コフランが第12戦ベルギーGPを最後に自らチームを辞職してしまった。これは、ハーベイ・ポスルスウェイトがティレルに復帰することが内定したのを知ったコフランが、古巣であるジョン・バーナードのデザイン事務所フェラーリ・デザイン・アンド・デベロップメント（FDD）に戻って行ったのだったが、結果的にポスルスウェイトが実際に合流するシーズン終了後までの期間、ティレルにはチーフ・エンジニアをこなせる人材が不在となった。これに資金難も加わり021の開発は夏以降ストップし、テストも行われなかった。片山が「デザイナーがいなくなって予定していたテストも中止になって、根本的にグリップが足りないという021の問題は未解決。」と第15戦日本GP前に述べる状況であった。デ・チェザリスも「本当に不満だらけだ。今後ガラリとよくなるとも思えないが、徐々にでもよくなって欲しいと思うしかないね。」と021に対しての悲観的なコメントが多かった。
テレビ中継でのピット取材を担当していた川井一仁は「021はスパのレース中にメカトラブルが発生して、右京に速く走らないでくれと抑える指示を出し続けるほどで、右京はレースが終っても汗ひとつ書いていなかった。」と証言している。

## リアサスペンションをモノショック化した弊害
ティレル・021を片山右京は「リアが急に限界を越えてスピンする。その限界の前の途中経過というか、予兆となるインフォメーションが無い。」と評している。これはリアサスペンションのショックアブソーバーを左右間で統合した『モノショック』にしたことに原因があった。モノショックをフロントサスペンションに持ち込んだのは4シーズン前にティレル・018を設計したハーベイ・ポスルスウェイトであり、その後いくつかの他チームもフロントのモノショックをコピーするに至った。目的は左右のサスペンションを結合しロールさせない方向に制御することで空力性能を安定させることと、直線加速性能の向上だった。その副作用として左右サスペンションが独立して動くツインショックよりもタイヤ接地性が悪化するため、どのチームもフロントサスペンションへの導入に留まっていた。
ポスルスウェイトが1991年にフェラーリへと移籍し、その後を受け継いだティレルのエンジニアチームは、021で後輪をモノショック化するという「革新」を実行した。しかし前輪と違って後輪は車体を支えるだけではなくエンジン駆動を伝え前進させる役割があることを021の設計チームは軽視し過ぎていた。ドライバーがスロットルを踏むたびにリアサスペンションは大きく変動する。そこにモノショックを持ち込んだことでリアのロールを封じ、動きを無理やり単純化してしまった結果タイヤ接地性が弱まった。021の後輪はトラクションを伝える役目を果たせなくなった。こうして、慢性的なグリップ不足のマシンが誕生し、ツインショックと違いリアのマシン挙動をドライバーが掴みづらい「途中経過を飛ばしていきなりスピンしてしまう」という弊害が生じる。021はリアサスペンションのモノショック化は副作用が強すぎ、レーシングカーの持つべき基本バランスを持たないマシンとなった。エンジニア陣は開発が進むはずだったライドハイトコントロールなどハイテク機構を組み合わせることで良い結果を生み出すと計算していたが、予算不足でハイテク化は進まず、021は「運転しにくいマシン」のまま取り残されシーズンを終えてしまった。
ポスルスウェイトがティレルを離れていた約3年の間に、彼がティレルのために生み出したモノショックやアンヘドラルウィングは独り歩きし021で袋小路にはまり込んだ。翌1994年用マシン開発にあたってティレルへと復帰したポスルスウェイトは、悲惨な結果に終わったティレルの再浮上には保守的なマシンが必要と考え、前後ともツインショック方式に戻した022を製作した。

## スペック

### シャーシ
- 型名 021
- ホイルベース 2,900mm
- 前トレッド 1,700 mm
- 後トレッド 1,610 mm
- 重量 505 kg
- サスペンション（前） プッシュロッド式 ツインショックアブソーバー
- サスペンション（後） プッシュロッド式 モノショックアブソーバー
- ショックアブソーバー コニ
- ブレーキ AP
- クラッチ AP
- ホイル エンケイ
- タイヤ グッドイヤー

### エンジン
- 型名 ヤマハ・OX10A
- 気筒数・角度 V型10気筒・72度
- 排気量 3,500cc
- エンジン重量 135kg
- スパークプラグ NGK
- 燃料・潤滑油 BP

## F1における全成績
(key) （太字はポールポジション）
| 1993年 | ティレル・レーシング オーガニゼーション | 021 | ヤマハ OX10A V10, 3.5 | G |   |                |  |  |  |  |  |  |  |  |    |     |    |     |    |     |     |     |   |   |
| 1993年 | ティレル・レーシング オーガニゼーション | 021 | ヤマハ OX10A V10, 3.5 | G | 3 | 片山           |  |  |  |  |  |  |  |  |    | Ret | 10 | 15  | 14 | Ret | Ret | Ret | 0 | - |
| 1993年 | ティレル・レーシング オーガニゼーション | 021 | ヤマハ OX10A V10, 3.5 | G | 4 | デ・チェザリス |  |  |  |  |  |  |  |  | NC | Ret | 11 | Ret | 13 | 12  | Ret | 13  | 0 | - |

- コンストラクターズランキング-位 (020C / 021)
- ドライバーズランキング-位（片山右京）予選最高位13位 決勝最高位10位
- ドライバーズランキング-位（アンドレア・デ・チェザリス）予選最高位15位 決勝最高位10位